# إدواردو روميرو
إدواردو روميرو (بالإسبانية: Eduardo Romero)‏ هو لاعب غولف أرجنتيني، ولد في 17 يوليو 1954 في قرطبة في الأرجنتين.

## وصلات خارجية
- إدواردو روميرو على موقع رابطة لاعبي الغولف المحترفين (الإنجليزية)
- إدواردو روميرو على موقع رابطة أوروبا للاعبي الغولف المحترفين (الإنجليزية)
- إدواردو روميرو على موقع رابطة اليابان للاعبي الغولف المحترفين (الإنجليزية)
- إدواردو روميرو على موقع التصنيف العالمي الرسمي للغولف (الإنجليزية)